# 추카

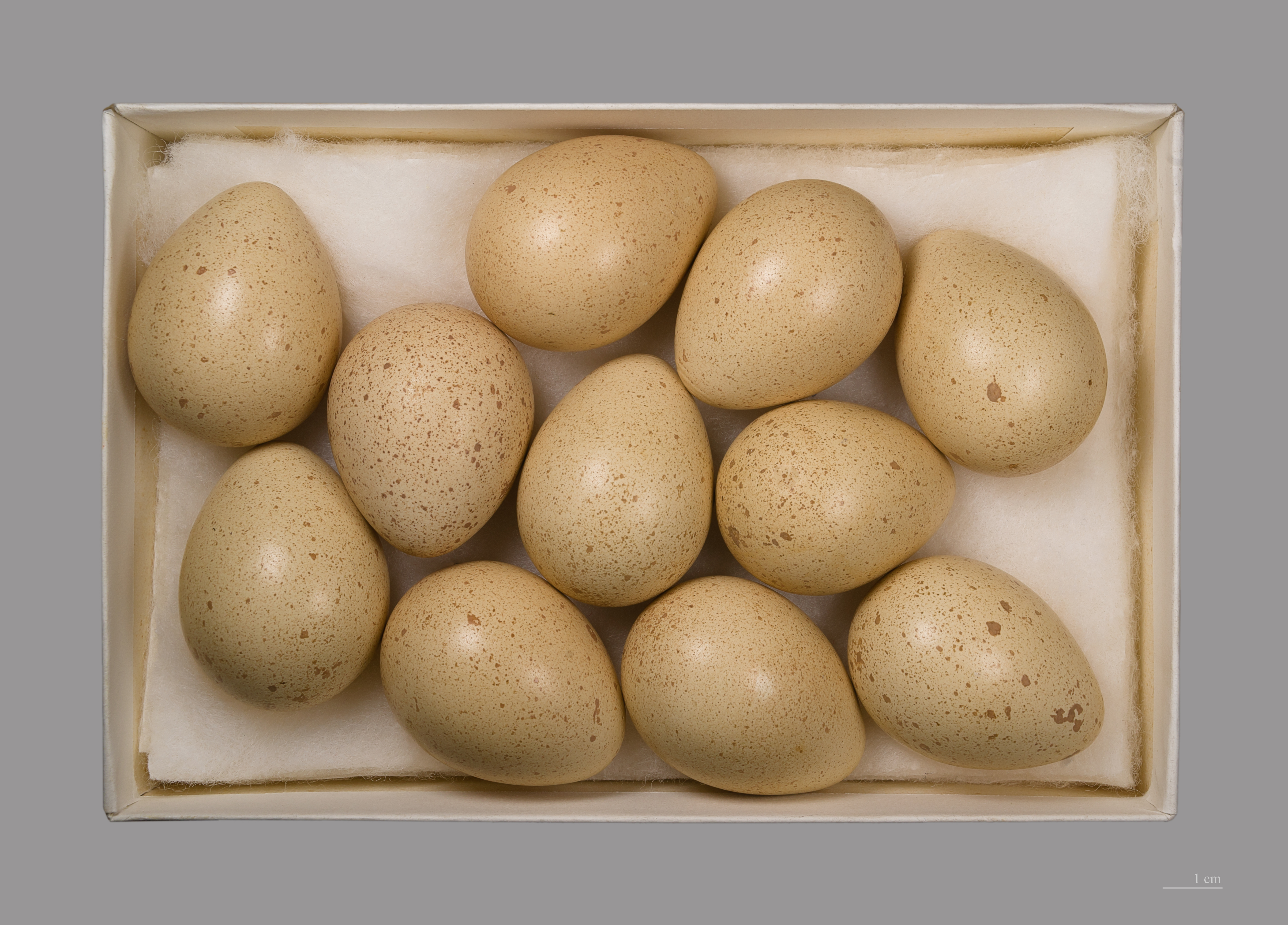
Alectoris chukar falki

추카(chukar)는 꿩과에 속하는 새이다. 몸은 회색이고 부리와 다리는 붉은색이다. 등은 갈색이고, 옆구리에 진한 줄무늬가 있으며 눈에서 목까지 검은띠가 있다.
고지대에 서식하며, 겨울에는 저지대로 내려와 10여 마리씩 무리 지어 생활한다. 이끼류·식물의 열매·씨·어린 싹 등을 먹으며, 딱정벌레나 유충 같은 곤충도 먹는다. 바위 사이 또는 땅의 움푹 패인 곳에 둥지를 짓고, 한배에 9 ~ 20개의 알을 낳는다.
유럽 및 중국 동북지방에 분포하는 종으로, 유럽과 북아메리카, 한국 등 일부 국가에 도입되어 사냥용 새 및 관상조류로 정착했다.